# Distretto di Kaskazini A
Il distretto di Kaskazini A è un distretto della Tanzania situato nella regione di Zanzibar Nord. È suddiviso in 36 circoscrizioni (wards) che sono:
- Bandamaji
- Bwereu
- Chaani Kubwa
- Chaani Masingini
- Chutama
- Fukuchani
- Gamba
- Kandwi
- Kibeni
- Kidombo
- Kidoti
- Kigomani
- Kigunda
- Kijini
- Kikobweni
- Kilimani
- Kilindi
- Kinyasini
- Kisongoni
- Kivunge
- Matemwe
- Mchenza Shauri
- Mkokotoni
- Mkwajuni
- Moga
- Mto wa Pwani
- Muwange
- Nungwi
- Pale
- Pitanazako
- Potoa
- Pwani Mchangani
- Tazari
- Tumbatu Gomani
- Tumbatu Jongowe
- Uvivini